# São Lourenço da Serra
São Lourenço da Serra est une ville brésilienne de l'État de São Paulo.

## Notes et références

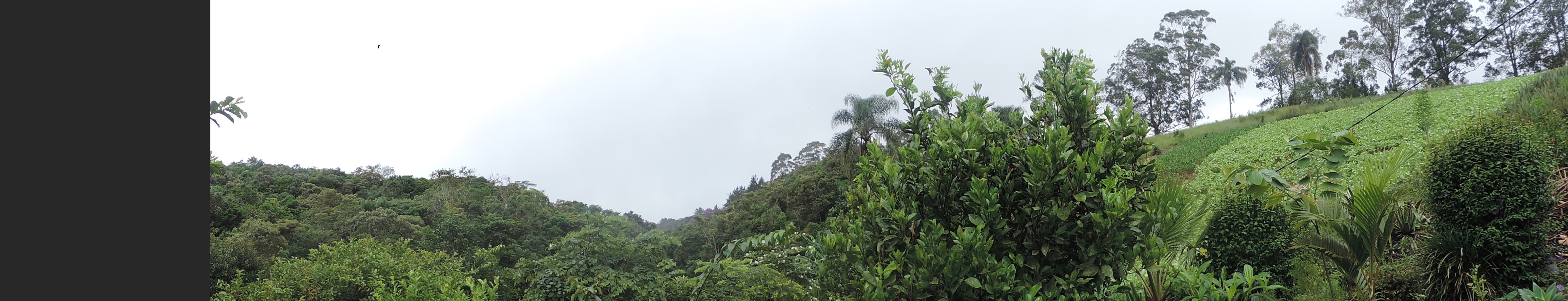
Barrinha, São Lourenço da Serra